# La Estacada, Guerrero
La Estacada är en ort i Mexiko.   Den ligger i kommunen Tixtla de Guerrero och delstaten Guerrero, i den södra delen av landet, 200 km söder om huvudstaden Mexico City. La Estacada ligger 1 785 meter över havet och antalet invånare är 203.
Terrängen runt La Estacada är kuperad. Runt La Estacada är det ganska tätbefolkat, med 60 invånare per kvadratkilometer. Närmaste större samhälle är Chilapa de Alvarez, 11,9 km öster om La Estacada. I omgivningarna runt La Estacada växer huvudsakligen savannskog.